# Catasetum maroaense
Catasetum maroaense är en orkidéart som beskrevs av Gustavo Adolfo Romero och C.Gómez. Catasetum maroaense ingår i släktet Catasetum och familjen orkidéer. Inga underarter finns listade i Catalogue of Life.